# Zwarte lijst (ongewenste zaken)

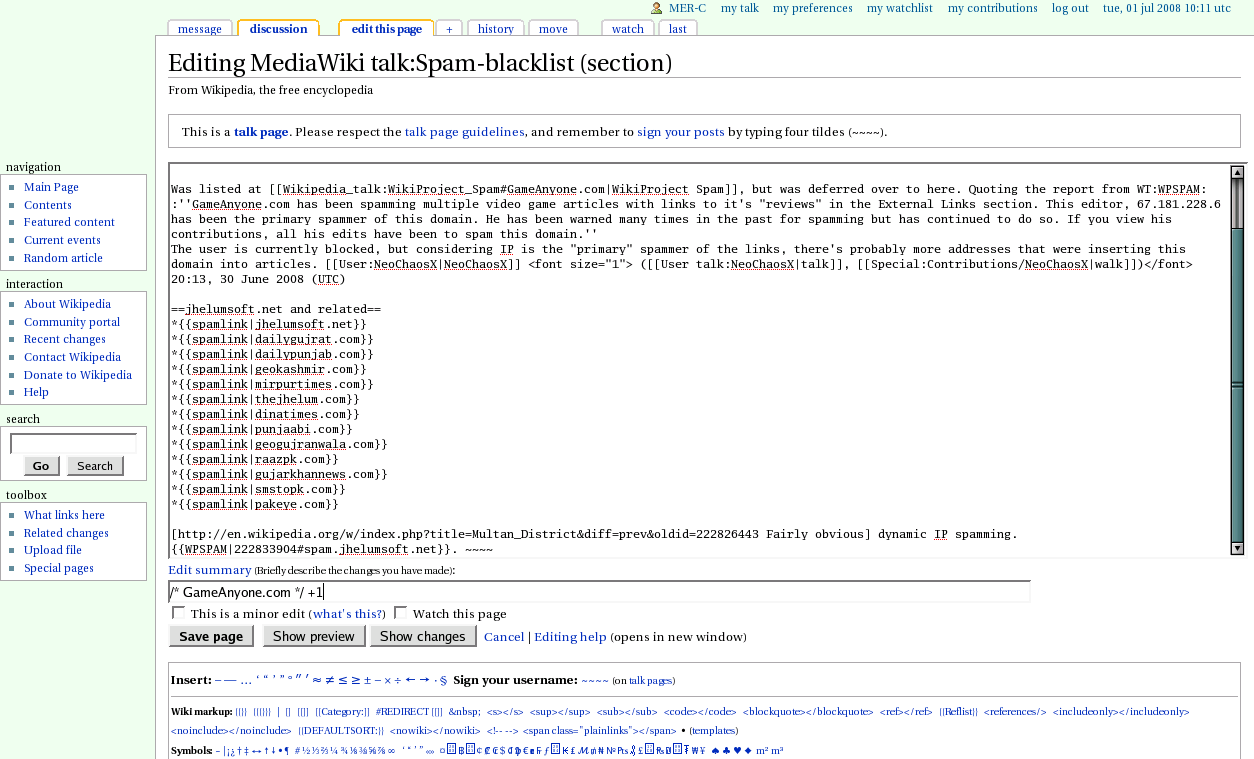
Screenshot van een webpagina van een Wikimedia Foundationproject.

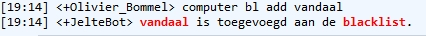
Blacklist IRC.

Een zwarte lijst (blacklist) is een lijst of registratie van ongewenste personen, bedrijven, websites, bedingen verboden in algemene voorwaarden en/of andere zaken.
Bedrijven of organisaties kunnen een zwarte lijst hebben van ongewenste personen of bedrijven, met als doel deze personen niet als klant te krijgen of op een andere manier te weren. In tegenstelling tot een economische sanctie staat het bedrijven vrij alsnog met personen en bedrijven op deze lijst te handelen als zij dit wensen, het kan worden gezien als een lichtere variant op een sanctie, vergelijkbaar met een boycot. Wanneer de zwarte lijst wordt gepubliceerd is er ook sprake van naming and shaming.
Ook andere zaken dan natuurlijke personen kunnen op een zwarte lijst worden vermeld:
- Moderne webbrowsers zoals Mozilla Firefox, Google Chrome, Apple Safari en Internet Explorer maken gebruik van zwarte lijsten met gerapporteerde onveilige websites om gebruikers tegen phishing en malware te helpen beschermen. Wanneer men dan naar een dergelijke gerapporteerde website surft, wordt de site geblokkeerd en wordt er een waarschuwing getoond. Voorbeelden van diensten die dergelijke zwarte lijsten aanbieden zijn de Google Safe Browsing-dienst en het SmartScreen-filter van Microsoft.
- De FATF en OECD houden zwarte lijsten bij van landen die onvoldoende meewerken met de strijd tegen terrorisme en witwassen of die als belastingparadijs gelden. Vermelding op deze lijst leidt niet tot juridisch afdwingbare sancties maar heeft toch een afschrikwekkend effect op investeerders en wederpartijen.
- Banken houden zwarte lijsten bij van bedrijven die geassocieerd worden met oplichting, en weigeren transacties met deze bedrijven te verwerken. Zo is het mogelijk dat een creditcard in een bar waar veel barscams plaatsvinden, niet werkt.
- Het Nederlands Burgerlijk Wetboek kent een zwarte lijst van bedingen in algemene voorwaarden die onder alle omstandigheden onredelijk en daarmee nietig zijn, en een grijze lijst van bedingen die onder omstandigheden onredelijk kunnen zijn als hier voor de rechter een beroep op wordt gedaan.

Het omgekeerde van een zwarte lijst is een witte lijst met bijvoorbeeld toegestane of geaccepteerde personen.

## Grijze lijst
Een grijze lijst is een lichtere variant op een zwarte lijst. Vermelding van een persoon of bedrijf op een grijze lijst betekent in principe niet een ontrading om met deze persoon of bedrijf zaken te doen, maar wel een rode vlag dat hier hogere risico´s aan verbonden zijn. Dit kan leiden tot hogere kosten voor deze partij. Een verzekeraar kan bijvoorbeeld een zwarte lijst aanleggen van klanten die hebben gefraudeerd en die zonder meer weigeren, en daarnaast een grijze lijst van klanten die een hoger risico zijn door bijvoorbeeld wanbetaling of schadeverleden. Deze klanten zullen dan waarschijnlijk ofwel naar de omstandigheden van het geval worden geaccepteerd of geweigerd, of een hogere premie moeten betalen.

## Bezwaren en regulering
Zwarte lijsten kunnen tot willekeur leiden. Bedrijven kunnen ze als drukmiddel misbruiken om klanten en wederpartijen te beïnvloeden. Dit kan vooral effectief zijn wanneer een bedrijf een monopoliepositie inneemt of deel uitmaakt van een oligopolie; de zwarte lijst kan dan worden gezien als misbruik of kartelvorming. Verder kunnen zwarte lijsten discriminerend zijn wanneer zaken als afkomst of religie meespelen bij de vermelding op de zwarte lijst. Dit is met name het geval wanneer een dergelijke lijst (vaak een grijze lijst) wordt opgesteld op basis van een risicogebaseerde aanpak: de persoon wordt zonder ook maar iets misdaan te hebben direct als hoger risico aangemerkt. 
Voordat er regulering middels de Wet bescherming persoonsgegevens was, werden zwarte en grijze lijsten op een vrij willekeurige manier gehanteerd. Verzekeraars hielden bijvoorbeeld grijze lijsten bij van personen bij wie onregelmatigheden werden geconstateerd; wie hierop stond was automatisch een hoog risico en moest voor alle verzekeringen gedurende een bepaalde periode dubbele premies betalen. Het enige alternatief was niet verzekerd zijn want de lijst werd met alle verzekeraars gedeeld. Ook hielden restaurants wel eens zwarte lijsten bij van eetpiraten, supermarkten deden hetzelfde bij winkeldieven en overlastgevers. Deze lijsten konden intern zijn maar werden ook vaak gedeeld.
Op zwarte lijsten waar natuurlijke personen op worden vermeld is de  Wet bescherming persoonsgegevens van toepassing, zodat onder andere organisaties de betrokkene moeten meedelen dat, en met welke reden, iemand op de zwarte lijst is geplaatst. Verder moet iemand de gegevens kunnen inzien en indien onjuist kunnen vragen om deze te corrigeren en moet de vermelding na een bepaalde tijd vervallen. Dit alles moet in een protocol worden vastgelegd. Er wordt verder onderscheid gemaakt naar het bereik van de zwarte lijst: voor zwarte lijsten die slechts intern worden gebruikt gelden de lichtste eisen maar die worden zwaarder naarmate de lijst met concurrenten of zelfs met andere sectoren wordt gedeeld. Ook opname van strafrechtelijke gegevens is een verzwarende factor. Wie meent ten onrechte op een zwarte of grijze lijst te staan kan hier dan ook een klacht tegen indienen, mocht deze ongegrond worden verklaard dan staat de gang naar de rechter open.
Volgens het College Bescherming Persoonsgegevens (CBP) staan (september 2005) ruim 500.000 Nederlanders op een van de 130 zwarte lijsten die bij het CPB zijn aangemeld.

## Vernieuwing termen
De termen 'zwarte lijst' en 'witte lijst' worden als discriminerend ervaren, daarom worden hiervoor nieuwe termen ingevoerd, bijvoorbeeld 'blokkeringslijst' en 'toelatingslijst', of 'allow list' en 'deny list'.